# David McLeish
David McLeish (...) è un astronomo argentino.
Il Minor Planet Center gli accredita la scoperta dell'asteroide 2854 Rawson effettuata il 6 maggio 1964.
Da lui prendono nome due oggetti del profondo cielo. La galassia NGC 4535 è chiamata anche oggetto di McLeish e la coppia di galassie IRAS 20048-6621 aveva inizialmente ricevuto, dopo la scoperta effettuata nel 1948, la denominazione oggetto interagente di McLeish.